# Asarum crassum
Asarum crassum là một loài thực vật có hoa trong họ Aristolochiaceae. Loài này được F.Maek. mô tả khoa học đầu tiên năm 1932.